# Marcopolo

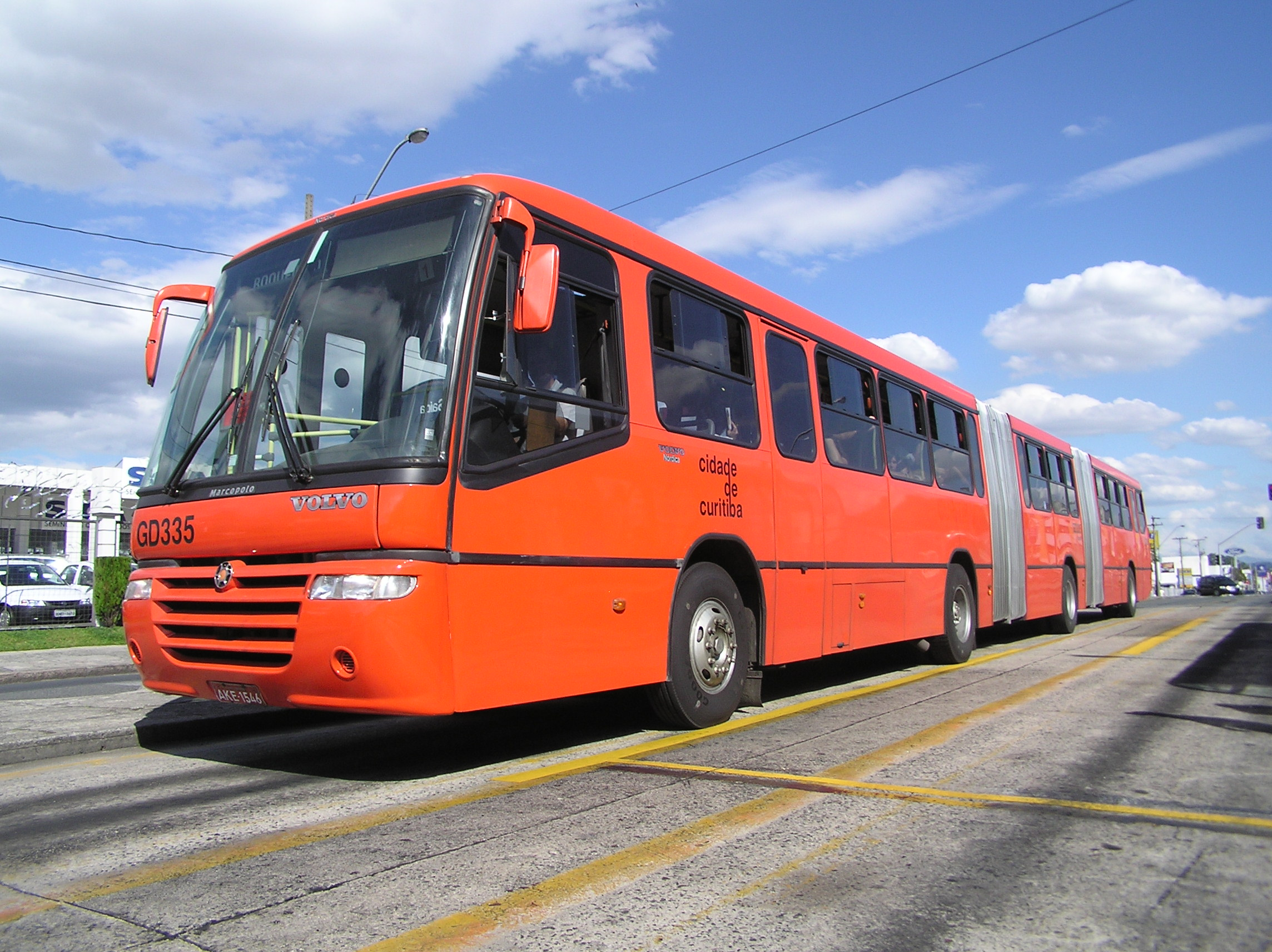
Marcopolo на шасси Volvo

Marcopolo — бразильский производитель автобусов. Его программа включает 1 спец. модель и 23 базовых моделей — микроавтобусы общего назначения, туристские автобусы средней и большой вместимости, многоместные междугородные машины, но основой всей гаммы являются 10 типов городских одиночных и сочленённых 2- и 3-секционных автобусов разной вместимости.

## История
Компанию основал итальянский иммигрант Паулу Беллини в 1949 году под названием Nicola & Cia. Первый завод компании в Кашиас-ду-Сул был открыт в 1957 году. Экспорт автобусов начался в 1961 году в Уругвай. В 1968 году начался выпуск модели автобуса Marcopolo, а через три года по ней была переименована компания. На биржу Сан-Паулу компания вышла в 1978 году. В 1988 году начался экспорт микроавтобусов в США.
В 1991 году начал работу португальский завод Marcopolo Industria de Carrocarias SA в городе Коимбра, способный ежегодно собирать 250 машин. Второй зарубежный завод был открыт в 1998 году в Аргентине.
В 2006 году было создано совместное предприятие с индийской компанией Tata Motors; в августе 2022 года Tata Motors выкупила долю партнёра.

## Деятельность
Заводы компании находятся в бразильских городах Кашиас-ду-Сул и Сан-Матеус, филиалы имеются в Аргентине, Мексике, Колумбии, ЮАР, Китае и Австралии. В 2005 году был создан дочерний банк Banco Moneo, осуществляющий кредитование покупки автобусов и лизинг.
По состоянию на 2021 год выручка составила 3,5 млрд бразильских реалов, на экспорт пришлось 49 % выручки; 1,3 млрд реалов принесли продажи городских автобусов (из них 1,1 млрд — экспорт), 0,85 млрд реалов — междугородние автобусы (половина — экспорт), 0,15 млрд реалов — на микроавтобусы, на модель Volare — 0,92 млрд реалов. Объём производства составил 11 тыс. автобусов, из них 9 тыс. в Бразилии, по тысяче в Мексике и Аргентине.
В отчете за 3 квартал 2023 раскрывается:
- Общий объем производства составил 3000 единиц, что означает снижение на 26,5 % по сравнению с третьим кварталом 2022 года.
- Чистая выручка составила 1 614,8 млн реалов, увеличившись на 6,5 % по сравнению с третьим кварталом 2022 года.
- Чистая прибыль составила 161,7 млн реалов.
- Доля экспорта составила 734 единицы, что означает снижение на 44,4 % по сравнению с 1321 единицей, экспортированной за тот же квартал 2022 года.

## Продукция

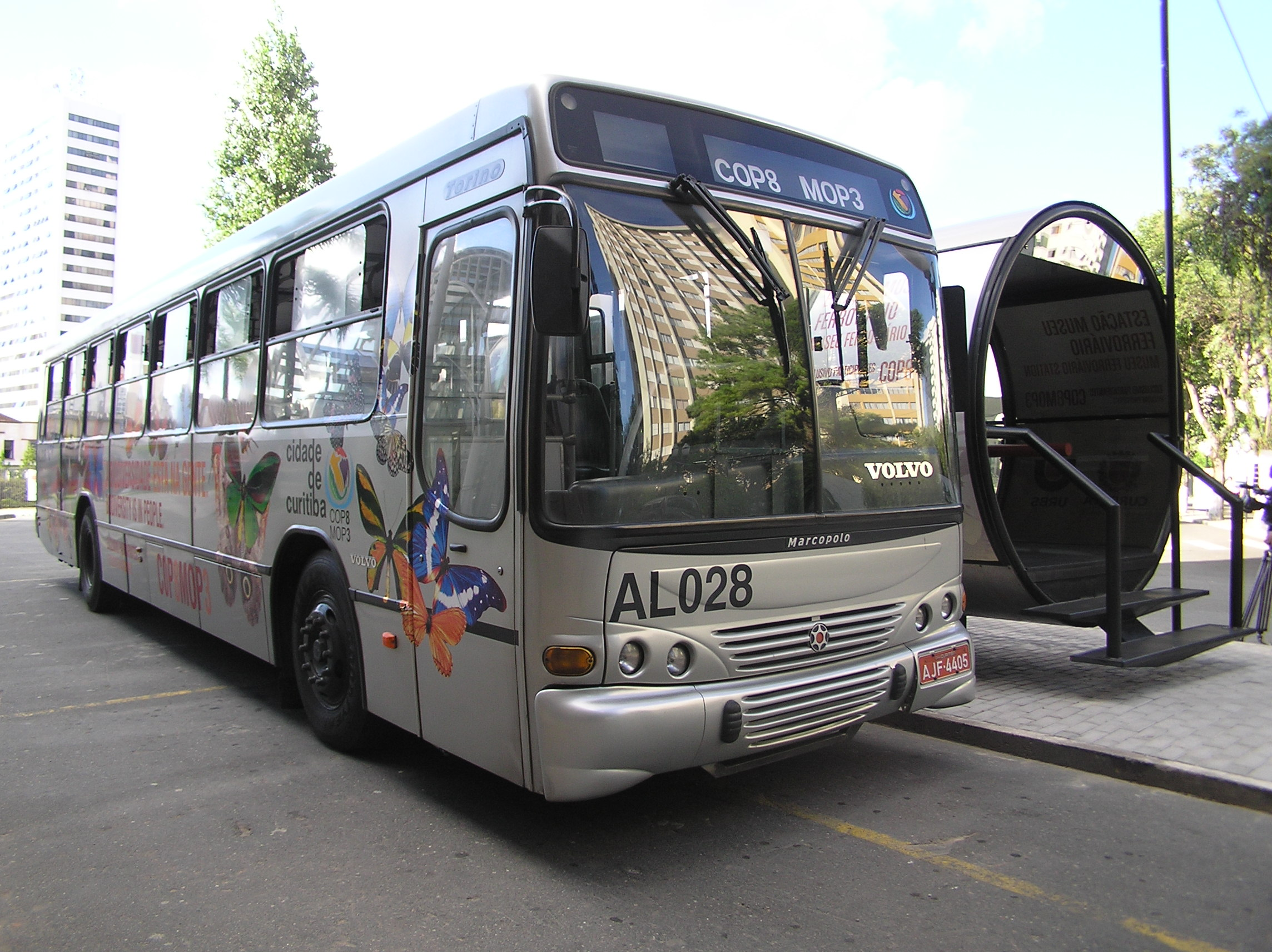
Marcopolo

Лёгкие автобусы собираются на шасси развозных грузовиков, но наибольшая часть продукции Marcopolo представляет собой комплектные автобусы собственного производства с агрегатами местной сборки.
Первой является 7,7-метровая машина Senior среднего класса с характерным дизайном передней части кузова. Автобус предлагается в туристском и школьном вариантах вместимостью 25—27 пассажиров, с передним 146-сильным дизелем Iveco, механической коробкой передач и тормозной системой с АБС.
Для туризма и междугородного сообщения фирма предлагает также свой новый 12-метровый междугородный автобус Andare, созданный на шасси Volvo B12TX. Он выполнен в современном стиле и полностью соответствует всем требованиям Западной Европы, в том числе нормам Euro-3. Он снабжён современным эргономичным рабочим местом водителя, салоном повышенной комфортности, багажными отсеками ёмкостью 7,5—9,5 кубических метров.
В туристском классе фирма предлагает удобный 49-местный автобус Viaggio II высокого класса, специально разработанный для западноевропейского рынка. Пока он выпускается в трёх двухосных вариантах длиной в 12 метров и вместимостью 49 пассажиров, оснащённых дизельными двигателями Iveco мощностью 330, 350 и 370 л. с.
В дальнейшем предполагается пополнить гамму Viaggio несколькими новыми исполнениями, в том числе с колёсной формулой 6x2. В неё войдут автобусы длиной в 9,8—13,8 метров с приподнятым расположением салона на 37—59 пассажиров.

### Автобус на водородных топливных элементах
В ноябре 2006 года в Сан-Паулу был запущен в эксплуатацию первый бразильский автобус на водородных топливных элементах. Проект запущен бразильским Министерством Ресурсов и Энергии.
Автобус и водородная инфраструктура создавались консорциумом из 8 компаний. Проект финансировался Программой Развития ООН.
На 12-метровом автобусе Marcopolo установлены топливные элементы и аккумуляторы суммарной мощностью 210 кВт. Дальность пробега 300 км. Вместимость — 90 пассажиров. Ожидаемое потребление водорода — 14 кг на 100 км. PEM-топливные элементы производства канадской компании Ballard Power.
Всего испытывались пять автобусов на водородных топливных элементах, в Сан-Пауло и соседних городах. За 4 года испытаний автобусы преодолели 1 млн км. После успешного прохождения испытаний количество автобусов увеличено до 100—200 шт.
Аналогичные испытания прошли в 2007 году и в Рио-де-Жанейро.
В 2023 году на выставке Busworld был представлен автобус на топливных элементах Marcopolo Audace 1050. Над производством работал альянс Marcopolo с китайским поставщиком модулей топливных элементов Sinosynergy и другого производителя автобусов (также китайского) Allenbus. Заявленный запас хода автобуса — 600 км.

## В России
Автобусы Marcopolo присутствовали в России в виде продукции разных совместных предприятий: Павловский завод собирал маршрутки Real на шасси Hyundai, НефАЗ — пятидесятиместные машины Bravis, подмосковный ГолАЗ — туристические автобусы Andare на шасси Daewoo и Scania.

### Сотрудничество с КАМАЗ. Bravis
В декабре 2012 года на территории НЕФАЗа совместное предприятие ПАО КАМАЗ и бразильского Marcopolo S.A. — СП «КАМАЗ-Марко» — приступило к сборке на шасси, сконструированном в ПАО «КАМАЗ», автобусов малого класса Bravis. Модель соответствует нормам «Евро-4» и имеет комплектующие крупнейших мировых фирм: двигатель Cummins, коробка передач ZF, ось и мост Daimler, тормозная система Knorr-Bremse.